# Глухов Дмитро Сергійович
Глухов Дмитро Сергійович — український військовий моряк, капітан I рангу ВМС ЗС України, командувач 1-ї бригади надводних кораблів (м. Одеса). Учасник російсько-української війни.

## Військова служба
Під час спецоперації по захопленню українських військових об'єктів російськими військами у Криму, яка сприяла анексії півострова у 2014 році, був командиром корабля управління «Славутич U-510». Після захоплення судна російським спецназом залишився вірний присязі ЗС України.
Під час виходу з окупованого Севастополя був командиром перегінного екіпажу корабля управління «Донбас U-500».
З 19 травня 2015 року — командувач 1-ї бригади надводних кораблів.